# Шеридан (Вайомінг)
Шеридан (англ. Sheridan) — місто (англ. city) в США, в окрузі Шеридан штату Вайомінг. Населення — 18 737 осіб (2020).

## Географія
Шеридан розташований за координатами 44°47′41″ пн. ш. 106°57′38″ зх. д. / 44.79472° пн. ш. 106.96056° зх. д. (44.794818, -106.960648).  За даними Бюро перепису населення США в 2010 році місто мало площу 28,36 км², з яких 28,30 км² — суходіл та 0,06 км² — водойми.

### Клімат
| Клімат : Шеридан                                                           | Клімат : Шеридан | Клімат : Шеридан | Клімат : Шеридан | Клімат : Шеридан | Клімат : Шеридан | Клімат : Шеридан | Клімат : Шеридан | Клімат : Шеридан | Клімат : Шеридан | Клімат : Шеридан | Клімат : Шеридан | Клімат : Шеридан | Клімат : Шеридан |
| Показник                                                                   | Січ.             | Лют.             | Бер.             | Квіт.            | Трав.            | Черв.            | Лип.             | Серп.            | Вер.             | Жовт.            | Лист.            | Груд.            | Рік              |
| Абсолютний максимум, °C                                                    | 21,7             | 24,4             | 26,7             | 30,6             | 35,0             | 41,1             | 41,7             | 41,1             | 39,4             | 33,9             | 27,2             | 25,0             | 41,7             |
| Середній максимум, °C                                                      | 2,3              | 3,9              | 9,1              | 14,1             | 19,3             | 24,8             | 30,6             | 30,2             | 23,4             | 15,6             | 7,7              | 1,8              | 15,3             |
| Середній мінімум, °C                                                       | −11,4            | −9,9             | −5,6             | −1,2             | 3,4              | 8,0              | 11,7             | 10,9             | 5,3              | −0,6             | −7               | −11,9            | −0,6             |
| Абсолютний мінімум, °C                                                     | −37,8            | −38,9            | −30,6            | −23,3            | −10,6            | −2,8             | 1,7              | −3,3             | −14,4            | −24,4            | −32,8            | −40,6            | −40,6            |
| Середня кількість сонячних годин на місяць                                 | 155,2            | 172,1            | 228,0            | 242,8            | 279,3            | 313,1            | 350,9            | 322,9            | 255,8            | 205,5            | 148,2            | 148,8            | 2822,6           |
| Норма опадів, мм                                                           | 14               | 14               | 25               | 41               | 60               | 54               | 30               | 18               | 36               | 35               | 18               | 14               | 359              |
| Днів з опадами                                                             | 7,1              | 7,2              | 10,2             | 10,4             | 11,9             | 10,3             | 7,6              | 6,3              | 7,0              | 8,2              | 7,2              | 7,4              | 100,8            |
| Днів зі снігом                                                             | 6,8              | 7,8              | 8,0              | 5,0              | 0,8              | 0,1              | 0                | 0                | 1,0              | 3,1              | 6,4              | 8,0              | 46,7             |
| Вологість повітря, %                                                       | 66.1             | 66.3             | 62.7             | 58.4             | 60.3             | 59.7             | 50.2             | 47.1             | 54.4             | 57.7             | 65.6             | 66.7             | 59.6             |
| -------------------------------------------------------------------------- | ---------------- | ---------------- | ---------------- | ---------------- | ---------------- | ---------------- | ---------------- | ---------------- | ---------------- | ---------------- | ---------------- | ---------------- | ---------------- |
| Джерело: NOAA (extremes 1907–present, relative humidity and sun 1961–1990) |                  |                  |                  |                  |                  |                  |                  |                  |                  |                  |                  |                  |                  |

## Демографія
Згідно з переписом 2010 року, у місті мешкали 17 444 особи в 7680 домогосподарствах у складі 4296 родин. Густота населення становила 615 осіб/км².  Було 8253 помешкання (291/км²).
Расовий склад населення:
| - 94,9 % — білих - 1,0 % — корінних американців - 0,9 % — азіатів - 0,4 % — чорних або афроамериканців - 0,1 % — вихідців з тихоокеанських островів |

До двох чи більше рас належало 1,8 %. Частка іспаномовних становила 4,3 % від усіх жителів.
За віковим діапазоном населення розподілялося таким чином: 22,0 % — особи молодші 18 років, 62,2 % — особи у віці 18—64 років, 15,8 % — особи у віці 65 років та старші. Медіана віку мешканця становила 39,2 року. На 100 осіб жіночої статі у місті припадало 98,3 чоловіків;  на 100 жінок у віці від 18 років та старших — 94,9 чоловіків також старших 18 років.
Середній дохід на одне домашнє господарство  становив 62 200 доларів США (медіана — 49 154), а середній дохід на одну сім'ю — 77 349 доларів (медіана — 69 121). Медіана доходів становила 50 098 доларів для чоловіків та 36 630 доларів для жінок. За межею бідності перебувало 10,2 % осіб, у тому числі 14,3 % дітей у віці до 18 років та 7,7 % осіб у віці 65 років та старших.
Цивільне працевлаштоване населення становило 8567 осіб. Основні галузі зайнятості: освіта, охорона здоров'я та соціальна допомога — 29,1 %, мистецтво, розваги та відпочинок — 12,0 %, науковці, спеціалісти, менеджери — 10,2 %, роздрібна торгівля — 9,7 %.
За даними перепису 2000 року,
на території муніципалітету мешкало 15804 людей, було 7005 садиб та 4062 сімей.
Густота населення становила 792,4 осіб/км². Було 7413 житлових будинків.
З 7005 садиб у 26,7% проживали діти до 18 років.
Власники 35,8% садиб мали вік, що перевищував 65 років, а в 14,8% садиб принаймні одна людина була старшою за 65 років.
Кількість людей у середньому на садибу становила 2,21, а в середньому на родину 2,88.
Середній річний дохід на садибу становив 31 420 доларів США, а на родину — 40 106 доларів США.
Чоловіки мали дохід 30 829 доларів, жінки — 19 783 доларів.
Дохід на душу населення був 18 500 доларів.
Приблизно 8,6% родин та 11,2% населення жили за межею бідності.
Серед них осіб до 18 років було 16,1%, і понад 65 років — 6,5%.
Середній вік населення становив 39 років.